# 2787 Tovarishch
2787 Tovarishch este un asteroid din centura principală, descoperit pe 13 septembrie 1978 de Nikolai Cernîh.